# Radošovice (district de České Budějovice)
Pour les articles homonymes, voir Radošovice.
Radošovice  (en allemand : Roschowitz) est une commune du district de České Budějovice, dans la région de Bohême-du-Sud, en République tchèque. Sa population s'élevait à 199 habitants en 2023.

## Géographie
Radošovice se trouve à 9 km au sud-ouest de Zliv, à 16 km à l'ouest-nord-ouest de České Budějovice et à 119 km au sud de Prague.
La commune est limitée par Němčice au nord-ouest, par Sedlec au nord-est, par Břehov à l'est, par Žabovřesky et Záboří au sud et par Strýčice au sud-ouest.

## Histoire
La première mention écrite du village date de 1334.

## Galerie

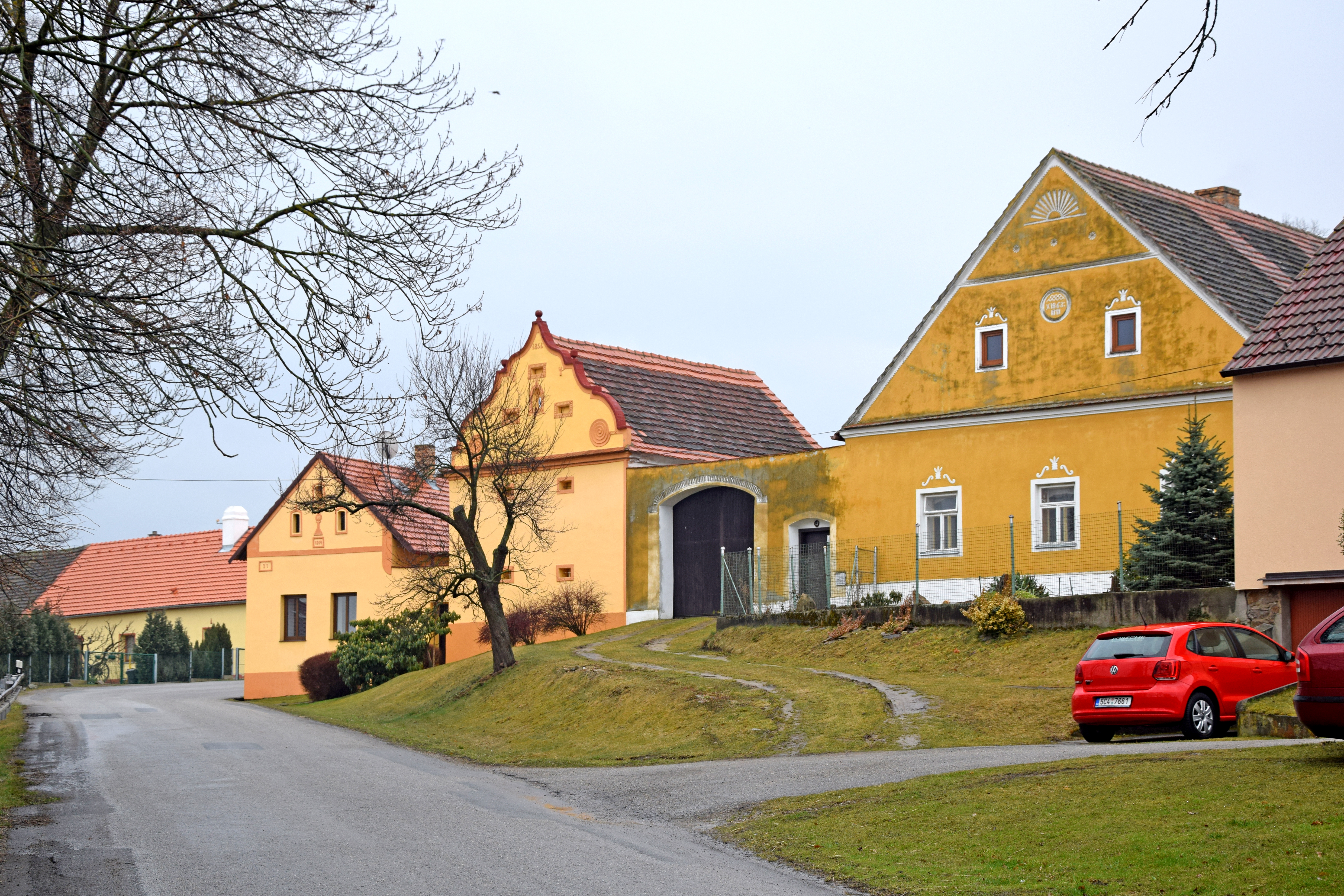
Maisons à Radošovice.
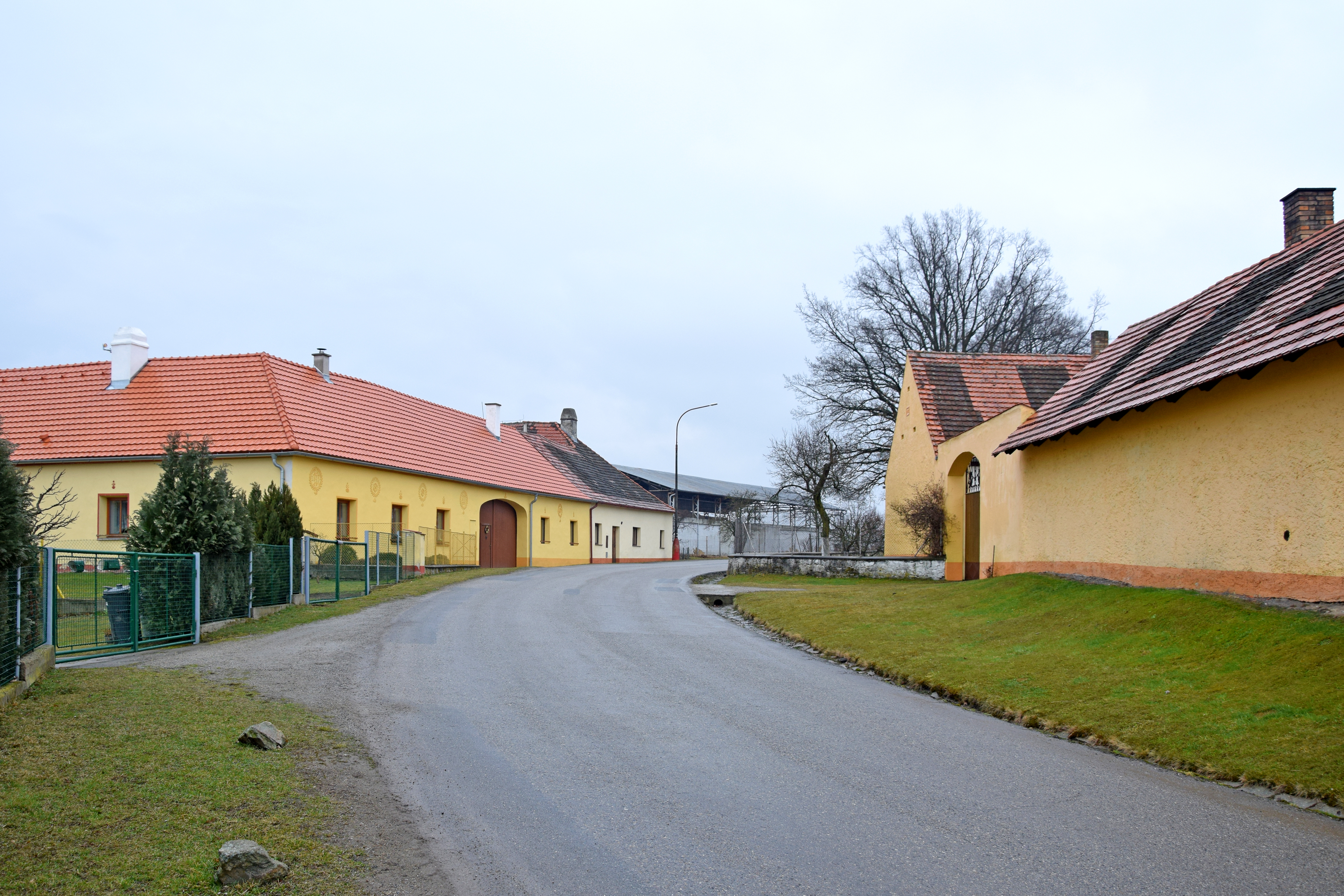
Rue de Radošovice.

## Transports
Par la route, Radošovice se trouve à 15 km de České Budějovice et à 148 km de Prague.

## Source
- (cs) Cet article est partiellement ou en totalité issu de l’article de Wikipédia en tchèque intitulé « Radošovice (okres České Budějovice) » (voir la liste des auteurs).